# Kevin Bridges
Kevin Andrew Bridges, född 13 november 1986, är en stand-up komiker från Skottland. 
Han har genomfört flera soloturnéer med framträdanden som släppts på DVD, och han har medverkat i en rad brittiska underhållningsprogram såsom Would I lie to you, Live at the Apollo, Michael McIntyre's Comedy Roadshow, 8 out of 10 cats does Countdown och Mock the Week. 